# GRO J1655-40
Désignations
GRO J1655-40 est une étoile binaire X à faible masse découverte par le Compton Gamma-Ray Observatory. Elle est composée d'une étoile peu massive et d'un objet compact qui s'avère être un trou noir stellaire. Parce que GRO J1655-40 montre des jets, il est aussi un microquasar, avec la particularité supplémentaire d'être une étoile en fuite. Ce système tire son nom du satellite à rayons X Compton Gamma-Ray Observatory (abrégé GRO) grâce auquel il a été découvert, en 1994, et de ses coordonnées dans le ciel. GRO J1655-40 fut le deuxième microquasar découvert dans notre galaxie (la Voie lactée), après GRS 1915+105.

## Caractéristiques physiques
GRO J1655-40 (aussi appelée Nova Sco 1994) a été découvert le 27 juillet 1994 par l'instrument BATSE à bord du satellite Compton Gamma-Ray Observatory. Il se compose d'une étoile ordinaire de type spectral F4-6IV (c'est donc une étoile sous-géante qui est déjà sorti de la séquence principale). La période orbitale a été établie par vitesses radiales spectroscopiques à 2,601±0,027 jours. Les masses des deux composantes ont été obtenues une fois l'angle d'inclinaison connu grâce à la modélisation des courbes de lumière photométrique : entre 1,7 et 3,3 Mʘ pour l'étoile compagnon et entre 5,5 et 7,9 Mʘ pour l'objet compact. Cette dernière fourchette de masse est plus élevée que la limite maximale de la masse d'une étoile à neutrons, et on conclut donc que l'objet compact est un trou noir.
Comme la plupart des binaires X à faible masse, GRO J1655-40 connait des épisodes d'activité transitoires, entrecoupées de phases peu actives, dite de quiescence. Cette irrégularité n'est pas nécessairement liée à l'irrégularité du phénomène de transfert de masse de l'étoile vers le trou noir, par débordement du lobe de Roche de celle-ci, comme on pourrait le croire. En fait, le mécanisme physique responsable des changements d'états de ces objets est encore très incertain. GRO J1655-40 est l'une des binaires X à faible masse qui montre des oscillations quasi périodiques dans son spectre de puissance de variabilité X.

## Distance et jets superluminiques
La distance de GRO J1655-40 est sujet à une controverse. Une première estimation donnait 3,2 kpc, obtenue par la modélisation cinématique du mouvement des jets observés en radio. En fait, cette méthode ne permet de fournir qu'une distance maximale (ici 3,5 kpc). À une telle distance, les jets radio sont supraluminiques, c'est-à-dire ayant une vitesse de déplacement apparente supérieure à la vitesse de la lumière, une illusion d'optique indépendante de la relativité restreinte. En réalité, il semble plus probable que GRO J1655-40 soit situé bien plus près de nous, à une distance de 1 kpc, puisque la direction opposée de son vecteur de mouvement propre pointe clairement en direction de l'amas ouvert NGC 6242, situé lui à une distance de 1 kpc, qui en serait ainsi le lieu d'origine avant son expulsion de celui-ci par suite d'interactions gravitationnelles complexe avec celui-ci. À cette distance de 1 kpc, les jets de GRO J1655-40 ne seraient plus superluminiques, mais GRO J1655-40 serait alors l'un des trous noirs galactiques connus le plus proche du Soleil.